# Campelo (Figueiró dos Vinhos)
Campelo é uma povoação portuguesa sede da Freguesia de Campelo do Município de Figueiró dos Vinhos, freguesia com 51,64 km² de área e 191 habitantes (censo de 2021), tendo, por isso, uma densidade populacional de 3,7 hab./km².

## Demografia
A população registada nos censos foi:
| Distribuição da População por Grupos Etários | Distribuição da População por Grupos Etários | Distribuição da População por Grupos Etários | Distribuição da População por Grupos Etários | Distribuição da População por Grupos Etários |
| -------------------------------------------- | -------------------------------------------- | -------------------------------------------- | -------------------------------------------- | -------------------------------------------- |
| Ano                                          | 0-14 Anos                                    | 15-24 Anos                                   | 25-64 Anos                                   | > 65 Anos                                    |
| 2001                                         | 33                                           | 29                                           | 120                                          | 177                                          |
| 2011                                         | 23                                           | 23                                           | 111                                          | 121                                          |
| 2021                                         | 13                                           | 12                                           | 86                                           | 80                                           |

## Património
- Capela de Vilas de Pedro
- Capela da Senhora da Saúde
- Igreja Paroquial de Campelo
- Capela do Divino Espírito Santo
- Capela de São Tiago

## Armas
Armas: Escudo de ouro, ramo de pinheiro de verde, folhado e frutado do mesmo, posto em pala, entre duas mós de moinho de vermelho, abertas do campo; campanha ondada de azul e prata de três tiras, a do meio carregada de um peixe de vermelho. Coroa mural de prata de três torres. Listel branco, com a legenda a negro: " CAMPELO – FIGUEIRÓ DOS VINHOS ".